# Johann von Schönburg
Johann von Schönburg († 9. Januar 1555 in Passau) war als Johann VI. Bischof von Gurk.

## Leben

Epitaph für Bischof Schönburg in Straßburg

Johann von Schönburg entstammte dem Geschlecht der Edlen von Schönburg. Er war Doktor beider Rechte und gehörte dem Weltpriesterstand an, wurde aber 1527 oberster Kellerer im Kloster Melk.
1537 erhielt er das Kanonikat an der Domkirche zu Passau. 1546 wurde er zum Pfarrer von Sievering bei Wien bestellt und drei Jahre später wohnte er als Vertreter des Bistums Passau der Provinzialsynode von Salzburg bei.  1549 wurde er auf Wunsch von König Ferdinand I. als Weltpriester zum Abt des Benediktinerstiftes Melk gewählt, denn der Konvent war durch die Folgen der Reformation auf drei Mönche zusammengeschmolzen, die als Abt nicht in Frage kamen. Er hielt dieses Amt von 1549 bis 1552 inne. Schon zu dieser Zeit bewies er seine ökonomischen Fähigkeiten.
1552 wurde er von König Ferdinand I. zum Bischof von Gurk ernannt. Dabei wurde der Vertrag von 1535 zwischen König Ferdinand und dem Salzburger Erzbischof zum ersten Mal maßgebend, der die zukünftige Regelung bezüglich der Besetzung des jeweils vakanten Gurker Bischofsstuhls regeln soll. Dieser Vertrag blieb bis 1918, bis zum Zerfall der österreichischen Monarchie, wirksam.
Am 27. März 1552 wurde Schönburg in Passau durch Wolfgang von Salm zum Bischof geweiht.
Seine Regierungszeit fiel in jene Zeit, in der sich der Protestantismus auch in Kärnten stark auszubreiten begann. Der Bischof starb jedoch nach kurzer Regierungszeit. In der Kollegiatkirche St. Nikolai in Straßburg (in Kärnten)  befindet sich sein marmornes Epitaph, das 1554 als das Jahr seines Todes angibt. Es ist jedoch nicht ganz sicher, ob er wirklich dorthin überführt wurde und in seiner Diözese seine letzte Ruhe fand, oder in Passau bestattet wurde. Dort befindet sich im Domkreuzgang ein Grabstein mit dem Todesdatum 9. Januar 1555.